# برجستگی رادیال
برجستگی رادیال (انگلیسی: Radial tuberosity) درست در زیر گردن رادیوس در سمت داخل یک برجستگی و پیش آمدگی استخوان ای وجود دارد که با آن توبروزیتی رادیال میگویند. سطح آن به دو قسمت تقسیم می گردد یک بخش خلفی و خشن که محل اتصال تاندون دوسر بازویی است و یک بخش قدامی و صاف که در روی آن یک بورس قرار میگیرد که حد فاصله بین تاندون دوسر و استخوان را اشغال میکند.